# Giuseppe Zamponi
Ne doit pas être confondu avec Giuseppe Zamboni.
Pour les articles homonymes, voir Zamponi.
Œuvres principales
Ulisse all' isola di Circé
Giuseppe Zamponi, aussi connu sous le nom de Gioseffo Zamponi (Rome, c. 1615 – Bruxelles, février 1662), est un compositeur italien connu pour son opéra Ulisse all' isola di Circe joué à Bruxelles en 1650. C'est le premier opéra à être joué dans les Pays-Bas historiques.

## Biographie
Zamponi, né à Rome, est l'organiste de l'église Nostra Signora del Sacro Cuore, maintenant connue sous le nom de San Giacomo degli Spagnoli, de 1629 à 1638, remplaçant Paolo Tarditi (en) (vers 1580–1661). De 1638 à 1647, il est au service de Pietro Maria Borghese (1599–1642). En 1648, il quitte l'Italie pour rejoindre la cour à Bruxelles de Léopold-Guillaume de Habsbourg, qui est gouverneur des Pays-Bas espagnols. Il est nommé maître de chapelle en 1661, mais meurt l'année suivante à Bruxelles.
Ulisse all'isola di Circe est joué le 24 février 1650 en célébration du mariage de Philippe IV et Marie-Anne d'Autriche qui avait eu lieu en octobre 1649.

## Œuvres
- Dies irae per 5 voci e 3 strumenti
- Sonata per violino, viola da gamba e basso continuo
- Sonata per violino, viola e basso continuo
- Sonata per 2 violini e basso continuo
- Capriccio
- 2 arie
- Ulisse all'isola di Circe, drame musical (Bruxelles, 1650) livret d'Ascanio Amalteo

## Discographie
Ulisse all' isola de Circé - Ensemble Clematis, Cappella Mediterranea, Chœur de chambre de Namur, dir. Leonardo García Alarcón (février 2012, 2CD Ricercar RIC 342) (OCLC 898059870).